# Jorge Vargas
Pour les articles homonymes, voir Vargas.
Jorge Vargas (nom complet : Jorge Francisco Vargas Palacios), né le 8 février 1976 à Santiago du Chili, est un footballeur chilien évoluant au poste de défenseur.

## Clubs
- 1995-1999 :  Universidad Católica
- 1999-2003 :  Reggina Calcio
- 2003-2004 :  Empoli
- 2004-2006 :  Livourne
- 2006-2008 :  Red Bull Salzbourg
- 2008-2009:  Empoli
- 2009-2010:  Spezia Calcio 1906

## Équipe nationale
- 38 sélections en équipe du Chili entre 1999 et 2007